# Lopolampi
Lopolampi är en sjö i kommunen Kides i landskapet Norra Karelen i Finland. Arean är 29 hektar och strandlinjen är 5,02 kilometer lång.  Den  ingår i Vuoksens huvudavrinningsområde.  Sjön ligger omkring 53 kilometer söder om Joensuu och omkring 330 kilometer nordöst om Helsingfors. 
I sjön finns ön Kiukuunsaari. 